# Lüsener Fernerkogel
Der Lüsener Fernerkogel (auch Lisenser Fernerkogl) ist ein 3298 m ü. A. hoher Berg in den Stubaier Alpen im österreichischen Bundesland Tirol.

## Geschichte
Für den Lüsener Fernerkogel liegen, wohl auch aufgrund seiner markanten Erscheinung, frühe urkundliche Nennungen vor. Erstmals erscheint er im Jahr 1142 unter der Bezeichnung „cacumen montis qui dicitur Vernær“ (wörtlich: die Spitze des Berges, der Ferner heißt) in einer Grenzbeschreibung von Stift Wilten, das im Sellraintal begütert war. Bei der Aufzeichnung handelt es sich zwar um einen in der zweiten Hälfte des 13. Jahrhunderts verunechteten Urkundentext, dessen Grenzangaben jedoch auf authentischen Vorlagen beruhen.

## Topographie
Der Lüsener Fernerkogel ist der dominierende Berg über dem Lüsenstal, einem südlichen Seitental des Sellraintales. Er bildet den nordöstlichen Endpunkt eines ungefähr drei Kilometer langen Grates, der sich vom Hinteren Brunnenkogel (3325 m) im Südwesten über den Vorderen Brunnenkogel (3304 m), die Lüsener Spitze (3231 m) und die Rotgratspitze (3273 m) bis zum Lüsener Fernerkogel erstreckt. Nach Westen zum Längental, einem Seitental des Lüsenstales, fallen alle diese Berge mit den steilen Brunnenkogelwänden ab, im Osten erstreckt sich der Lüsener Ferner. Durch eine felsige Steilstufe, die Plattige Wand, vom Lüsener Ferner abgetrennt liegt unmittelbar südöstlich des Lüsener Fernerkogels noch ein kleinerer Gletscher, der Rotgratferner. Nach Norden und Osten hin ist der Lüsener Fernerkogel von steilen Felswänden und einem scharfen Nordostgrat geprägt, in dessen Westen sich mit der Schneepleise ein weiteres kleines Firnfeld befindet.

## Wege
Der Normalweg zum Gipfel führt über den Lüsener Ferner, die Plattige Wand und den Rotgratferner zu einer auf 3198 m gelegenen Scharte südlich des Gipfels und von dort aus über den felsigen Südgrat (Schwierigkeit UIAA I) zum Gipfel. Der Lüsener Ferner wird dabei entweder von der östlich gelegenen Franz-Senn-Hütte über den Übergang Rinnennieder (2899 m) oder vom Alpengasthaus Lüsens, dem Endpunkt der Straße durch das Lüsenstal, aus über das Kleine Horntal erreicht, auch eine beliebte Skitour. Der heutige Normalweg wurde allerdings erst 1876 von H. Buchner und F. Jenewein von der Franz-Senn-Hütte aus erstbegangen, den Zustieg von Lüsens begingen J. Pock, F. Kasperowski, L. Schaufler, W. Seifert, J. Steinbacher und V. Tollinger erstmals 1888. 
Karl Thurwieser und Philipp Schöpf wählten 1836 hingegen die extrem brüchige Westwand für ihre Erstbesteigung; Dieser Weg wird heute kaum noch begangen. 1877 kletterten Ludwig Purtscheller und R. Rofner erstmals den Nordgrat (UIAA II). Ein weiterer Anstieg, eine steile Rinne vom Rotgratferner nach Osten, ist im Sommer steinschlaggefährdet, dient jedoch im Winter als Skiabfahrt.